# 和久野愛佳
和久野 愛佳（わくの あいか、9月12日 - ）は、日本の女性声優。愛知県出身。ラクーンドッグ預かり所属。

## 人物
趣味は歌、物件の間取りを見る事、ゲーム。特技はイラスト。
愛称は「和久野プロ」。電音部ではグッズと曲のイラストを描いている。

## 出演
太字はメインキャラクター

### テレビアニメ
2023年
- D4DJ All Mix（女性客、女子生徒）
- るろうに剣心 -明治剣客浪漫譚- (2023)（子供）
- ドラえもん（テレビ朝日版第2期）（2023年 - 2024年、チョコレイツ②、少年、女の子）
- 聖女の魔力は万能です（メイド）
- ポーション頼みで生き延びます!（ロロット）

2024年
- わんだふるぷりきゅあ!（同級生、牛込、キラリンハムスター、女の子）
- 弱キャラ友崎くん 2nd STAGE（サヤカ）
- マッシュル-MASHLE- 神覚者候補選抜試験編（生徒）
- 神は遊戯に飢えている。（観客、使徒、女性）
- Re:Monster（ゴブリンたち、魔法使い）
- 魔王軍最強の魔術師は人間だった（アイク〈幼少期〉）
- 先輩はおとこのこ（クラスメイト女子、谷知佳奈子）
- 神之塔 -Tower of God-（エミリー） - 2シリーズ
- 星降る王国のニナ（女官2、アズールの母、侍女3）
- 名探偵コナン（女の子の弟）
- ぷにるはかわいいスライム（生徒）

2025年
- BanG Dream! Ave Mujica（観客B、客B〈カフェ〉、バイトB、女子高生D、生徒B）
- 沖縄で好きになった子が方言すぎてツラすぎる（子供）
- 妖怪学校の先生はじめました!（少年入道）
- 華Doll*-Reinterpretation of Flowering-（ファンB）
- その着せ替え人形は恋をする Season 2（筐体の声）

### 劇場アニメ
- 映画 先輩はおとこのこ あめのち晴れ（2025年、谷知佳奈子[22]）

### Webアニメ
- ラプソディ（2023年、酒々井虹郎〈幼少時代〉[23]）

### ゲーム
- 放置少女〜百花繚乱の萌姫たち〜（2023年、張昭[24]）
- ブラウンダスト2（2024年、グレイシア[25]）
- ゴーヘルゴー つきおとしてこ（2024年、ソーベー[26]）
- プロジェクトセカイ カラフルステージ! feat. 初音ミク（2024年）

### ドラマCD
- 好きって言ったのお前だろうが！（2023年）[27]
- キスは番にひざまずく（2024年、零王〈幼少期〉[28]）

### デジタルコミック
- レ・セルバン（2023年、アルシノエ・グランカマーノ）
- 蟲愛づる姫君の結婚 〜後宮はぐれ姫の蠱毒と謎解き婚姻譚〜（2023年）
- ミモザイズム（2024年、みもざ[29]）
- 後宮を追放された稀代の悪女は離宮で愛犬をモフモフしてたい（2024年、蘭玲[30]）

### 吹き替え
- 攻略うぉんてっど!〜異世界救います!?〜（2023年、観客）

### メディアミックスプロジェクト
- 電音部（2023年、阿沙薙帯[31]）

### その他コンテンツ
- リアル脱出ゲーム「私たちのリアル脱出ゲームからの脱出」（2024年、朝倉渚[32]）

### シリーズ一覧
1. ↑  第2期『王子の帰還』（2024年）、第2期『工房戦』（2024年）